# Simon Dessalle
Simon Denis Dessalle est un maître écrivain français né le 9 octobre 1746 à Versailles et mort le 3 novembre 1836 à Paris.

## Biographie
Simon Denis Dessalle naît le 9 octobre 1746 à Versailles.
Il fut élève de Pierre-Benjamin Gallemant à Versailles. En septembre 1786 il signait « Maître à écrire des enfans de France », et en 1790, lorsqu'il déposa dans une procédure criminelle au Châtelet, il se dit « maître à écrire de Monseigneur le Dauphin et des Enfants de France » (il demeurait alors à Versailles, rue Sainte Geneviève, n° 3). À ce titre, il enseigna l'écriture à Louis-Joseph de France (1781-1789), Dauphin de France. Il fut également membre du Bureau académique d'écriture.
Le volume Taupier cité ci-dessous contient des pièces datées de 1786, 1804 et 1808, parfois écrites à Versailles, qui livrent également son adresse : 38 rue Montorgueil vers 1804. Quelques annotations de Taupier précisent qu'il serait mort nonagénaire vers 1838.
Simon Dessalle meurt le 3 novembre 1836 à Paris. Son fils Victor Abel Dessalles (1776-1864) devient général sous l’Empire.

## Anecdote
On rapporte que lors d’une des leçons prodiguées au Dauphin de France il eut l’impertinence de le coiffer d’un bonnet phrygien en lui conseillant de le porter dorénavant comme les Révolutionnaires — ce qui ne fut pas bien accueilli.

## Œuvres
- Trente deux exemples dans le volume Bernard de Melun - Simon Dessalle de la collection Taupier (coll. priv.).
- Un spécimen de calligraphie daté 1787 se trouve à Chicago NL : Wing MS fZW 739 .D 472